# Copa Libertadores da América de 1992
A Taça Libertadores da América de 1992 foi a 33.ª edição do torneio, vencida pela primeira vez pelo São Paulo. O time brasileiro sagrou-se campeão após derrotar os argentinos do Newell's Old Boys. Na partida de ida, vitória argentina por 1 a 0. No Estádio do Morumbi o placar se repetiu, desta vez favorável à equipe tricolor. Na decisão por pênaltis, 3 a 2 para a equipe de São Paulo. O artilheiro da competição foi Palhinha, meia-atacante do São Paulo, com sete gols.
O time-base do tricolor na competição foi: Zetti; Cafu, Antônio Carlos, Ronaldão e Ivan; Adilson, Pintado, Raí e Palhinha; Müller (Macedo) e Elivélton. Teve como técnico Telê Santana.

## Equipes classificadas
| País                              | Equipe                   | Classificação                                                        |
| --------------------------------- | ------------------------ | -------------------------------------------------------------------- |
| Argentina · (2 vagas)             | Newell's Old Boys        | Campeão do Torneio Clausura de 1991                                  |
| Argentina · (2 vagas)             | San Lorenzo              | Campeão da Liguilla Pre-Libertadores                                 |
| Bolívia · (2 vagas)               | Bolívar                  | Campeão do Campeonato Boliviano de 1991                              |
| Bolívia · (2 vagas)               | San José                 | Vice-campeão do Campeonato Boliviano de 1991                         |
| Brasil · (2 vagas)                | São Paulo                | Campeão do Campeonato Brasileiro de 1991                             |
| Brasil · (2 vagas)                | Criciúma                 | Campeão da Copa do Brasil de 1991                                    |
| Chile · (2 vagas + atual campeão) | Colo-Colo*               | Campeão da Copa Libertadores de 1991 e do Campeonato Chileno de 1991 |
| Chile · (2 vagas + atual campeão) | Coquimbo Unido           | Vice campeão do Campeonato Chileno de 1991                           |
| Chile · (2 vagas + atual campeão) | Universidad Católica     | Campeão da Copa Chile de 1991                                        |
| Colômbia · (2 vagas)              | Atlético Nacional        | Campeão do Campeonato Colombiano de 1991                             |
| Colômbia · (2 vagas)              | América de Cali          | Vice-campeão do Campeonato Colombiano de 1991                        |
| Equador · (2 vagas)               | Barcelona de Guayaquil   | Campeão do Campeonato Equatoriano de 1991                            |
| Equador · (2 vagas)               | Valdez                   | Vice-campeão do Campeonato Equatoriano de 1991                       |
| Paraguai · (2 vagas)              | Sol de América           | Campeão do Campeonato Paraguaio de 1991                              |
| Paraguai · (2 vagas)              | Cerro Porteño            | Vice-campeão do Campeonato Paraguaio de 1991                         |
| Peru · (2 vagas)                  | Sporting Cristal         | Campeão do Campeonato Peruano de 1991                                |
| Peru · (2 vagas)                  | Sport Boys               | Vice-campeão do Campeonato Peruano de 1991                           |
| Uruguai · (2 vagas)               | Defensor Sporting        | Campeão da Mini-Liga Pré-Libertadores de 1991                        |
| Uruguai · (2 vagas)               | Nacional                 | Vice-campeão da Mini-Liga Pré-Libertadores de 1991                   |
| Venezuela · (2 vagas)             | Universidad de Los Andes | Campeão do Campeonato Venezuelano 1990-91                            |
| Venezuela · (2 vagas)             | Marítimo                 | Vice-campeão do Campeonato Venezuelano 1990-91                       |

* Por motivos financeiros, o Colo Colo solicitou à Conmebol que disputasse a fase de grupos, em vez de entrar automaticamente classificado para as oitavas de final, como era seu direito, por ser o atual campeão.

## Fase de grupos

### Grupo 1
| Equipe               | Pts | J | V | E | D | GP | GC | SG  |
| -------------------- | --- | - | - | - | - | -- | -- | --- |
| Newell's Old Boys    | 11  | 8 | 4 | 3 | 1 | 11 | 10 | +1  |
| San Lorenzo          | 9   | 8 | 4 | 1 | 3 | 13 | 8  | +5  |
| Universidad Católica | 9   | 8 | 2 | 5 | 1 | 15 | 8  | +7  |
| Colo-Colo            | 8   | 8 | 2 | 4 | 2 | 6  | 7  | -1  |
| Coquimbo Unido       | 3   | 8 | 1 | 1 | 6 | 6  | 18 | -12 |

|                      | COL | COQ | NOB | SLO | UCA |
| -------------------- | --- | --- | --- | --- | --- |
| Colo-Colo            | –   | 1–0 | 1–1 | 1–0 | 1–1 |
| Coquimbo Unido       | 1–1 | –   | 1–2 | 0–1 | 3–2 |
| Newell's Old Boys    | 3–1 | 3–0 | –   | 0–6 | 0–0 |
| San Lorenzo          | 1–0 | 3–0 | 0–1 | –   | 2–2 |
| Universidad Católica | 0–0 | 5–1 | 1–1 | 4–0 | –   |

### Grupo 2
| Equipe    | Pts | J | V | E | D | GP | GC | SG  |
| --------- | --- | - | - | - | - | -- | -- | --- |
| Criciúma  | 9   | 6 | 4 | 1 | 1 | 13 | 7  | +6  |
| São Paulo | 8   | 6 | 3 | 2 | 1 | 11 | 5  | +6  |
| Bolívar   | 6   | 6 | 2 | 2 | 2 | 9  | 9  | 0   |
| San José  | 1   | 6 | 0 | 1 | 5 | 5  | 17 | -12 |

|           | BOL | CRI | SJO | SPA |
| --------- | --- | --- | --- | --- |
| Bolívar   | –   | 1–1 | 2–1 | 1–1 |
| Criciúma  | 2–1 | –   | 5–0 | 3–0 |
| San José  | 2–4 | 1–2 | –   | 0–3 |
| São Paulo | 2–0 | 4–0 | 1–1 | –   |

### Grupo 3
| Equipe                   | Pts | J | V | E | D | GP | GC | SG |
| ------------------------ | --- | - | - | - | - | -- | -- | -- |
| Barcelona de Guayaquil   | 10  | 6 | 4 | 2 | 0 | 11 | 3  | +8 |
| Valdez                   | 6   | 6 | 2 | 2 | 2 | 5  | 4  | +1 |
| Marítimo                 | 4   | 6 | 1 | 2 | 3 | 5  | 8  | -3 |
| Universidad de Los Andes | 4   | 6 | 1 | 2 | 3 | 4  | 10 | -6 |

|                          | BAR | MAR | ULA | VAL |
| ------------------------ | --- | --- | --- | --- |
| Barcelona de Guayaquil   | –   | 3–1 | 5–1 | 0–0 |
| Marítimo                 | 1–1 | –   | 1–2 | 1–0 |
| Universidad de Los Andes | 0–1 | 0–0 | –   | 0–2 |
| Valdez                   | 0–1 | 2–1 | 1–1 | –   |

### Grupo 4
| Equipe            | Pts | J | V | E | D | GP | GC | SG  |
| ----------------- | --- | - | - | - | - | -- | -- | --- |
| Atlético Nacional | 10  | 6 | 4 | 2 | 0 | 16 | 3  | +13 |
| América de Cali   | 8   | 6 | 4 | 0 | 2 | 8  | 7  | +1  |
| Sporting Cristal  | 5   | 6 | 2 | 1 | 3 | 7  | 7  | 0   |
| Sport Boys        | 1   | 6 | 0 | 1 | 5 | 3  | 17 | -14 |

|                   | ATN | AMC | SCR | SBO |
| ----------------- | --- | --- | --- | --- |
| Atlético Nacional | –   | 3–0 | 1–0 | 2–2 |
| América de Cali   | 1–1 | –   | 1–0 | 2–0 |
| Sporting Cristal  | 0–3 | 3–1 | –   | 2–0 |
| Sport Boys        | 0–6 | 1–2 | 0–2 | –   |

### Grupo 5
| Equipe            | Pts | J | V | E | D | GP | GC | SG |
| ----------------- | --- | - | - | - | - | -- | -- | -- |
| Cerro Porteño     | 9   | 6 | 3 | 3 | 0 | 9  | 4  | +5 |
| Nacional          | 7   | 6 | 2 | 3 | 1 | 9  | 7  | +2 |
| Defensor Sporting | 4   | 6 | 1 | 2 | 3 | 7  | 9  | -2 |
| Sol de América    | 4   | 6 | 1 | 2 | 3 | 5  | 10 | -5 |

|                   | CPO | DEF | CNF | SOL |
| ----------------- | --- | --- | --- | --- |
| Cerro Porteño     | –   | 1–1 | 1–1 | 2–0 |
| Defensor Sporting | 2–3 | –   | 0–1 | 1–2 |
| Nacional          | 0–0 | 2–3 | –   | 2–2 |
| Sol de América    | 0–2 | 0–0 | 1–3 | –   |

## Mata-matas
|  | Oitavas de final       | Oitavas de final       | Oitavas de final | Oitavas de final |        |                              | Quartas de final | Quartas de final | Quartas de final | Quartas de final |  |                         | Semifinais              | Semifinais              | Semifinais              | Semifinais              |                   |   | Final            | Final            | Final            | Final            |
|  |                        |                        |                  |                  |        |                              |                  |                  |                  |                  |  |                         | 27 de maio e 3 de junho | 27 de maio e 3 de junho | 27 de maio e 3 de junho | 27 de maio e 3 de junho |                   |   | 10 e 17 de junho | 10 e 17 de junho | 10 e 17 de junho | 10 e 17 de junho |
|  |                        |                        |                  |                  |        |                              |                  |                  |                  |                  |  |                         |                         |                         |                         |                         |                   |   |                  |                  |                  |                  |
|  | Defensor Sporting      | 1                      | 0                | 1                |        |                              |                  |                  |                  |                  |  |                         |                         |                         |                         |                         |                   |   |                  |                  |                  |                  |
|  | Newell's Old Boys      | 1                      | 1                | 2                |        |                              |                  |                  |                  |                  |  |                         |                         |                         |                         |                         |                   |   |                  |                  |                  |                  |
|  | Newell's Old Boys      | 1                      | 1                | 2                |        | Newell's Old Boys            | 4                | 1                | 5                |                  |  |                         |                         |                         |                         |                         |                   |   |                  |                  |                  |                  |
|  |                        |                        |                  |                  |        | Newell's Old Boys            | 4                | 1                | 5                |                  |  |                         |                         |                         |                         |                         |                   |   |                  |                  |                  |                  |
|  |                        | San Lorenzo            | 0                | 1                | 1      |                              |                  |                  |                  |                  |  |                         |                         |                         |                         |                         |                   |   |                  |                  |                  |                  |
|  | San Lorenzo (pen)      | San Lorenzo            | 0                | 1                | 1      | 2                            | 0                | 2 (6)            |                  |                  |  |                         |                         |                         |                         |                         |                   |   |                  |                  |                  |                  |
|  | San Lorenzo (pen)      |                        |                  |                  |        | 2                            | 0                | 2 (6)            |                  |                  |  |                         |                         |                         |                         |                         |                   |   |                  |                  |                  |                  |
|  | Valdez                 | 0                      | 2                | 2 (5)            |        |                              |                  |                  |                  |                  |  |                         |                         |                         |                         |                         |                   |   |                  |                  |                  |                  |
|  | Valdez                 | 0                      | 2                | 2 (5)            |        |                              |                  |                  |                  |                  |  | Newell's Old Boys (pen) | 1                       | 1                       | 2 (11)                  |                         |                   |   |                  |                  |                  |                  |
|  |                        |                        |                  |                  |        |                              |                  |                  |                  |                  |  | Newell's Old Boys (pen) | 1                       | 1                       | 2 (11)                  |                         |                   |   |                  |                  |                  |                  |
|  |                        | América de Cali        | 1                | 1                | 2 (10) |                              |                  |                  |                  |                  |  |                         |                         |                         |                         |                         |                   |   |                  |                  |                  |                  |
|  | Marítimo               | América de Cali        | 1                | 1                | 2 (10) | 0                            | 0                | 0                |                  |                  |  |                         |                         |                         |                         |                         |                   |   |                  |                  |                  |                  |
|  | Marítimo               |                        |                  |                  |        | 0                            | 0                | 0                |                  |                  |  |                         |                         |                         |                         |                         |                   |   |                  |                  |                  |                  |
|  | Atlético Nacional      | 0                      | 3                | 3                |        |                              |                  |                  |                  |                  |  |                         |                         |                         |                         |                         |                   |   |                  |                  |                  |                  |
|  | Atlético Nacional      | 0                      | 3                | 3                |        | Atlético Nacional            | 0                | 2                | 2                |                  |  |                         |                         |                         |                         |                         |                   |   |                  |                  |                  |                  |
|  |                        |                        |                  |                  |        | Atlético Nacional            | 0                | 2                | 2                |                  |  |                         |                         |                         |                         |                         |                   |   |                  |                  |                  |                  |
|  |                        | América de Cali        | 1                | 4                | 5      |                              |                  |                  |                  |                  |  |                         |                         |                         |                         |                         |                   |   |                  |                  |                  |                  |
|  | Universidad Católica   | América de Cali        | 1                | 4                | 5      | 0                            | 0                | 0                |                  |                  |  |                         |                         |                         |                         |                         |                   |   |                  |                  |                  |                  |
|  | Universidad Católica   |                        |                  |                  |        | 0                            | 0                | 0                |                  |                  |  |                         |                         |                         |                         |                         |                   |   |                  |                  |                  |                  |
|  | América de Cali        | 0                      | 1                | 1                |        |                              |                  |                  |                  |                  |  |                         |                         |                         |                         |                         |                   |   |                  |                  |                  |                  |
|  | América de Cali        | 0                      | 1                | 1                |        |                              |                  |                  |                  |                  |  |                         |                         |                         |                         |                         | Newell's Old Boys | 1 | 0                | 1 (2)            |                  |                  |
|  |                        |                        |                  |                  |        |                              |                  |                  |                  |                  |  |                         |                         |                         |                         |                         |                   | 1 | 0                | 1 (2)            |                  |                  |
|  |                        | São Paulo (pen)        | 0                | 1                | 1 (3)  |                              |                  |                  |                  |                  |  |                         |                         |                         |                         |                         |                   |   |                  |                  |                  |                  |
|  | Nacional               | São Paulo (pen)        | 0                | 1                | 1 (3)  | 0                            | 0                | 0                |                  |                  |  |                         |                         |                         |                         |                         |                   |   |                  |                  |                  |                  |
|  | Nacional               |                        |                  |                  |        | 0                            | 0                | 0                |                  |                  |  |                         |                         |                         |                         |                         |                   |   |                  |                  |                  |                  |
|  | São Paulo              | 1                      | 2                | 3                |        |                              |                  |                  |                  |                  |  |                         |                         |                         |                         |                         |                   |   |                  |                  |                  |                  |
|  | São Paulo              | 1                      | 2                | 3                |        | São Paulo                    | 1                | 1                | 2                |                  |  |                         |                         |                         |                         |                         |                   |   |                  |                  |                  |                  |
|  |                        |                        |                  |                  |        | São Paulo                    | 1                | 1                | 2                |                  |  |                         |                         |                         |                         |                         |                   |   |                  |                  |                  |                  |
|  |                        | Criciúma               | 0                | 1                | 1      |                              |                  |                  |                  |                  |  |                         |                         |                         |                         |                         |                   |   |                  |                  |                  |                  |
|  | Sporting Cristal       | Criciúma               | 0                | 1                | 1      | 1                            | 2                | 3                |                  |                  |  |                         |                         |                         |                         |                         |                   |   |                  |                  |                  |                  |
|  | Sporting Cristal       |                        |                  |                  |        | 1                            | 2                | 3                |                  |                  |  |                         |                         |                         |                         |                         |                   |   |                  |                  |                  |                  |
|  | Criciúma               | 2                      | 3                | 5                |        |                              |                  |                  |                  |                  |  |                         |                         |                         |                         |                         |                   |   |                  |                  |                  |                  |
|  | Criciúma               | 2                      | 3                | 5                |        |                              |                  |                  |                  |                  |  | São Paulo               | 3                       | 0                       | 3                       |                         |                   |   |                  |                  |                  |                  |
|  |                        |                        |                  |                  |        |                              |                  |                  |                  |                  |  | São Paulo               | 3                       | 0                       | 3                       |                         |                   |   |                  |                  |                  |                  |
|  |                        | Barcelona de Guayaquil | 0                | 2                | 2      |                              |                  |                  |                  |                  |  |                         |                         |                         |                         |                         |                   |   |                  |                  |                  |                  |
|  | Colo-Colo              | Barcelona de Guayaquil | 0                | 2                | 2      | 1                            | 0                | 1                |                  |                  |  |                         |                         |                         |                         |                         |                   |   |                  |                  |                  |                  |
|  | Colo-Colo              |                        |                  |                  |        | 1                            | 0                | 1                |                  |                  |  |                         |                         |                         |                         |                         |                   |   |                  |                  |                  |                  |
|  | Barcelona de Guayaquil | 0                      | 2                | 2                |        |                              |                  |                  |                  |                  |  |                         |                         |                         |                         |                         |                   |   |                  |                  |                  |                  |
|  | Barcelona de Guayaquil | 0                      | 2                | 2                |        | Barcelona de Guayaquil (pen) | 1                | 1                | 2 (6)            |                  |  |                         |                         |                         |                         |                         |                   |   |                  |                  |                  |                  |
|  |                        |                        |                  |                  |        | Barcelona de Guayaquil (pen) | 1                | 1                | 2 (6)            |                  |  |                         |                         |                         |                         |                         |                   |   |                  |                  |                  |                  |
|  |                        | Cerro Porteño          | 1                | 1                | 2 (5)  |                              |                  |                  |                  |                  |  |                         |                         |                         |                         |                         |                   |   |                  |                  |                  |                  |
|  | Bolívar                | Cerro Porteño          | 1                | 1                | 2 (5)  | 2                            | 0                | 2                |                  |                  |  |                         |                         |                         |                         |                         |                   |   |                  |                  |                  |                  |
|  | Bolívar                |                        |                  |                  |        | 2                            | 0                | 2                |                  |                  |  |                         |                         |                         |                         |                         |                   |   |                  |                  |                  |                  |
|  | Cerro Porteño          | 0                      | 3                | 3                |        |                              |                  |                  |                  |                  |  |                         |                         |                         |                         |                         |                   |   |                  |                  |                  |                  |

## Finais

### Primeira partida
| 10 de junho de 1992 | Newell's OB        | 1–0 | São Paulo | Estádio Gigante de Arroyito   |
|                     | Berizzo 39' (pen.) |     |           | Árbitro: Hernán Silva (Chile) |

| Newell's | São Paulo |

| GK             | 1  | Norberto Scoponi     |                               |     |
| DF             | 19 | Gustavo Raggio       |                               |     |
| DF             | 2  | Fernando Gamboa      | Penalizado com cartão amarelo |     |
| DF             | 6  | Mauricio Pochettino  |                               |     |
| DF             | 4  | Julio Saldaña        |                               |     |
| DF             | 14 | Alfredo Berti        |                               |     |
| MF             | 8  | Gerardo Martino (c)  |                               | 85' |
| MF             | 3  | Eduardo Berizzo      |                               |     |
| MF             | 7  | Julio Alberto Zamora |                               |     |
| FW             | 20 | Ricardo Lunari       |                               |     |
| FW             | 22 | Alfredo Mendoza      | Penalizado com cartão amarelo | 78' |
| Reservas:      |    |                      |                               |     |
| FW             | 9  | Cristian Domizzi     |                               | 78' |
| FW             | 11 | Aldo M. Soria        |                               |     |
| GK             | 12 | Luis Romero          |                               |     |
| FW             | 13 | Fabián Garfagnoli    |                               | 85' |
| DF             | 16 | Miguel A. D'Agostino |                               |     |
| Treinador:     |    |                      |                               |     |
| Marcelo Bielsa |    |                      |                               |     |

| GK           | 1  | Zetti          |                               |     |
| DF           | 2  | Cafú           |                               |     |
| DF           | 3  | Antônio Carlos | Penalizado com cartão amarelo |     |
| DF           | 4  | Ronaldão       |                               |     |
| DF           | 15 | Iván           |                               |     |
| MF           | 13 | Adílson        |                               |     |
| MF           | 14 | Pintado        |                               |     |
| MF           | 10 | Raí (c)        |                               |     |
| ST           | 7  | Müller         |                               |     |
| FW           | 18 | Palhinha       |                               | 62' |
| ST           | 11 | Elivélton      |                               |     |
| Reservas:    |    |                |                               |     |
| MF           | 5  | Sídnei         |                               |     |
| MF           | 8  | Suélio         |                               |     |
| FW           | 9  | Macedo         |                               | 62' |
| GK           | 12 | Marcos         |                               |     |
| FW           | 23 | Rinaldo        |                               |     |
| Treinador:   |    |                |                               |     |
| Telê Santana |    |                |                               |     |

| Árbitros assistentes: Gastan Castro (Chile) Salvador Imperatore (Chile) |

Fontes:

### Segunda partida
| 17 de junho de 1992 | São Paulo      | 1–0 | Newell's OB | Estádio do Morumbi                                      |
|                     | Raí 65' (pen.) |     |             | Público: 105,185 Árbitro: José Torres Cadena (Colômbia) |

|                        |     | Penalidades                        |  |
| Raí Iván Ronaldão Cafú | 3–2 | Berizzo Zamora Llop Mendoza Gamboa |  |

| São Paulo | Newell's |

| GK           | 1  | Zetti          |                               |     |
| DF           | 2  | Cafú           |                               |     |
| DF           | 3  | Antônio Carlos | Penalizado com cartão amarelo |     |
| DF           | 4  | Ronaldão       |                               |     |
| DF           | 15 | Iván           |                               |     |
| MF           | 13 | Adílson        |                               |     |
| MF           | 14 | Pintado        | Penalizado com cartão amarelo |     |
| MF           | 10 | Raí (c)        |                               |     |
| ST           | 7  | Müller         |                               | 65' |
| FW           | 18 | Palhinha       |                               |     |
| ST           | 11 | Elivélton      | Penalizado com cartão amarelo |     |
| Reservas:    |    |                |                               |     |
| FW           | 9  | Macedo         |                               | 65' |
| Treinador:   |    |                |                               |     |
| Telê Santana |    |                |                               |     |

| GK             | 1  | Norberto Scoponi     |                               |     |
| DF             | 5  | Juan Manuel Llop     |                               |     |
| DF             | 2  | Fernando Gamboa      | Penalizado com cartão amarelo |     |
| DF             | 6  | Mauricio Pochettino  |                               |     |
| DF             | 4  | Julio Saldaña        |                               |     |
| DF             | 14 | Alfredo Berti        | Penalizado com cartão amarelo |     |
| MF             | 8  | Gerardo Martino (c)  |                               | 46' |
| MF             | 3  | Eduardo Berizzo      |                               |     |
| MF             | 7  | Julio Alberto Zamora | Penalizado com cartão amarelo |     |
| FW             | 20 | Ricardo Lunari       | Penalizado com cartão amarelo |     |
| FW             | 22 | Alfredo Mendoza      |                               |     |
| Reservas:      |    |                      |                               |     |
| FW             | 9  | Cristian Domizzi     |                               | 46' |
| Treinador:     |    |                      |                               |     |
| Marcelo Bielsa |    |                      |                               |     |

| Assistentes: John Toro Rendón (Colômbia) Jorge Eliezer Zuluaga (Colômbia) Quarto árbitro: Ulisses Tavares da Silva (Brasil) |

Fontes:

## Premiação
| Libertadores 1992             |
| ----------------------------- |
| SÃO PAULO Campeão (1º título) |

## Campanha do Campeão

### Artilheiros
7 gols
- Palhinha

3 gols
- Raí

2 gols
- Müller
- Elivélton
- Antônio Carlos Zago
- Macedo

1 gol
- Ronaldão
- Rinaldo

### Assistências
4 Assistências
- Müller
- Palinha

2 Assistências
- Raí

1 Assistência
- Cafu
- Elivélton
- Adílson

## Curiosidade
A edição da Copa Libertadores de 1992 foi transmitida pela TV Gazeta (em conjunto com a Rede OM – atual CNT), cujo narrador principal foi Galvão Bueno (foi à única vez que Galvão deixou a TV Globo, retornando no ano seguinte). Até a essa época, a televisão não dava muita importância aos torneios da CONMEBOL. A decisão entre “São Paulo x Newell's Old Boys” no Morumbi rendeu a Gazeta 37 pontos. Foi a maior audiência na história da emissora paulista.
A TV Cultura também transmitiu a edição de 1992, mas apenas em VT.
Por conta disso, a Globo passou a transmitir no ano seguinte a Libertadores de forma onipresente até (por inteiro) a edição de 2020.